# Emilia Räty
Emilia Räty (...) è una giocatrice di football americano finlandese, che gioca come defensive lineman per le Carlstad Crusaders..

## Palmarès
- 1 Superserien för damer (Carlstad Crusaders, 2019)